# 안드라족
안드라족은 철기 시대 고대 인도 아대륙 중남부에 거주하던 부족으로, 오늘날 텔루구인의 조상으로 간주된다. 안드라족은 아이타레야 브라마나, 라마야나, 마하바라타, 푸라나와 같은 고대 힌두 경전에 언급되었다. 리그베다의 아이타레야 브라마나에 따르면, 안드라족은 야무나 강둑에서 북인도를 떠나 남인도로 이주했다고 한다. 안드라족이 거주하고 통치했던 왕국은 안드라라고 불렸고, 데칸 지역에 기반을 두었다. 현대 인도의 안드라프라데시주라는 이름은 이 역사적인 부족과 지역에서 유래했다.
안드라는 리그베다의 아이타레야 브라마나(c. 800 BCE)에서 처음 언급되었다. 마하바라타에서 사티야키의 보병은 긴 머리, 큰 키, 달콤한 언어, 그리고 힘 있는 솜씨로 알려진 안드라라고 불리는 부족으로 구성되었다. 그들은 고다바리강 주변에 거주했다. 안드라 공동체는 또한 바유 푸라나, 스칸다 푸라나, 마츠야 푸라나에서도 언급되었다. 불교 문헌에서도 안드라족에 대해 언급하고 있다.
그리스 역사가 메가스테네스는 저서인 인디카 (기원전 310년경)에서 안드라족이 고다바리강과 크리슈나강 삼각주에 살고 있었고, 인도 전역에서 마우리아인 다음으로 강한 군사력을 지녔다고 전하고 있다. 안드라족은 고다바리강을 따라 30개의 요새화된 마을과 10만 명의 보병, 2,000명의 기병, 1,000마리의 코끼리로 이루어진 군대를 가지고 있었다. 그들은 또한 기원전 232년 마우리아 황제 아소카가 사망했을 때 언급되었다. 가장 유명한 안드라 왕조 및 국가로는 사타바하나 왕조, 안드라 이크슈바쿠 왕조, 비슈누쿤디나 왕조, 안드라 초다(또는 텔루구 촐라), 벵기의 찰루키아(또는 동찰루키아), 카카티야 왕조, 비자야나가라 제국 등이 있다.